# Ordensburg Krössinsee
L'Ordensburg Krössinsee fut le premier des trois centres éducatifs NS-Ordensburgen (Châteaux de l'Ordre) construits en Allemagne dans les années 1930 pour les cadres du parti nazi. Il a été construit près de ce qui était alors la ville de Falkenburg en Poméranie, aujourd'hui Złocieniec en Pologne.
Aujourd'hui, cet ancien centre d'entraînement nazi est utilisé par le 2e bataillon de la 12e brigade blindée des forces terrestres polonaises.

## Histoire

### Construction
Lors de son discours, en 1933 à Bernau-lès-Berlin, Adolf Hitler a demandé que de nouvelles écoles soient construites pour les futurs jeunes dirigeants de son parti, le Parti national-socialiste des travailleurs allemands (NSDAP). La tâche a été confiée à Robert Ley, le «Reichsorganisationsleiter» (littéralement: Chef de l'organisation du Reich) du NSDAP, qui a entrepris la construction et l'exploitation de quatre camps éducatifs, des NS-Ordensburgen (en) :
- Ordensburg Krössinsee en Poméranie
- Ordensburg Sonthofen dans l'Allgäu
- Ordensburg Vogelsang dans l'Eifel
- Ordensburg Marienburg planifié sur le site historique à Malbork, en Poméranie (Prusse-Occidentale) sur le territoire actuel de la Pologne[1].

Le chantier de l'Ordensburg Krössinsee a commencé le 22 avril 1934, Le complexe a été conçu par l'architecte de Cologne Clemens Klotz (en). La construction de bâtiments rustiques en pierre avec des fondations de granit a coûté environ 20 millions de Reichsmarks et l'inauguration officielle a eu lieu le 24 avril 1936.
Le 16 mai 1941, l'Ordensburg a été rebaptisé "Falkenburg am Krössinsee" par le ministre du Travail du Reich, Robert Ley. Le 29 juin 1944, une petite partie du complexe a été détruite par le feu.

### Centre d'entraînement
Le commandant de l'Ordensburg était Paul Eckhardt (de) de 1934 à 1936 puis Otto Gohdes (de) de 1936 à 1945. Les cadets, connus sous le nom d'Ordens Junkers, devaient mesurer au moins 1,63 m, devaient avoir entre 23 et 26 ans, être "racialement purs" et en bonne santé, sans aucune restriction physique. Au début de la Seconde Guerre mondiale, beaucoup de Junkers ont été tués au combat.
Deux promotions se sont succédé de 1937 à 1939. Les cours débutaient chaque matin à 7 h et comprenaient des études de philosophie, de politique et d'histoire du monde. Les après-midi étaient consacrées aux exercices militaires, aux tactiques de combat, aux techniques sportives et équestres. L'école a été reconnue pour son programme équestre exceptionnel. Le lac voisin a fourni aux élèves les moyens de développer leurs compétences en aviron et en voile.
En 1937, les cadres ont commencé à partager l'établissement avec des membres de la jeunesse hitlérienne. À la suite de l'invasion de la Pologne en 1939 et le début de la Seconde Guerre mondiale, ces garçons âgés de 12 à 18 ans auront été finalement les seuls occupants de l'Ordensburg Krössinsee.

### Capsule temporelle
Pendant la construction de l'Ordensburg Krössinsee, une capsule temporelle en cuivre a été enterrée dans la fondation de l'une des tours, vraisemblablement en avril 1934, lors de l'installation du régime nazi. La capsule a été ouverte par des archéologues en 2016, plus de 80 ans après son ensevelissement. Les archéologues savaient depuis longtemps que la capsule temporelle étaient enterrée dans les fondations du bâtiment, ils n'ont cependant pu y accéder qu'en 2016. Ils devaient patauger dans les eaux souterraines, scier du béton épais et échapper aux mines allemandes potentielles pour y accéder.
Contrairement à de nombreuses capsules temporelles, dont le contenu est souvent endommagé ou détruit par l'humidité, le contenu de cette capsule a été parfaitement préservé. Il comprenait des photographies (y compris des images d'Adolf Hitler), des journaux de 1934, des pièces de monnaie, des livres (dont deux exemplaires de Mein Kampf) et des documents promotionnels et historiques sur ce qui était alors la ville de Falkenburg. Le contenu a été transféré au Musée national de Szczecin pour le catalogage, la traduction, la conservation et l'exposition.

## Bâtiments
Le complexe est constitué des bâtiments suivant :
- Une halle d'honneur (Ehrenhalle)
- Place destinée aux cérémonies (Feierplatz)
- Vingt quartiers d'habitation
- Un terrain de sport
- Un terrain pour l'appel
- Un terrain pour les entraînements militaires
- Un terrain d'équitation avec des granges
- Une maison communautaire
- Une salle pour les repas
- Une salle d'éducation
- Un logement pour le commandant
- Une maison pour les employées
- Un bâtiment pour l'administration
- Des salles de séminaire
- Une infirmerie
- Un élevage porcin
- Une usine de clarification
- Deux tours

D'autres bâtiments étaient prévus mais n'ont jamais été construits :
- Deux tours supplémentaires
- Un hôtel
- Une piscine
- Un centre de sport aquatique